# Bomtol
Bomtol est un village de la région du Centre du Cameroun. Il est localisé dans l'arrondissement (commune) de Matomb et le département du Nyong-et-Kéllé. 

## Géographie
Le climat de Bomtol est tropical avec de fortes précipitations et une courte saison sèche. La température moyenne y est de 23,8 °C et la moyenne des précipitations est de 1 938 mm par an.

## Population et société
Bomtol comptait 112 habitants lors du dernier recensement de 2005. La population est constituée pour l’essentiel de Bassa du clan des Ndog Nlet.